# 405-ös főút (Magyarország)
A 405-ös számú főút egy elsőrendű főút Pest vármegye déli részén. Albertirsától (4-es főút) Újhartyánig (M5) ér. Hossza 15 km.
Az út a településeket elkerülve köti össze az M5-ös autópálya újhartyáni csomópontját és a 4-es főút albertirsai elkerülő szakaszát. Nyáregyháza és Újlengyel mellett halad el. Megépítésétől 2020. február 9-ig az E60-as európai főút része volt.

## Története
A 405-ös utat az 1990-es évek közepén építtette a Pest Megyei Közútkezelő vállalat elődje, a Pest Megyei közúti Igazgatóság. A teljes egészében elkészült szakaszt 1995. október 28-án adta át Lotz Károly közlekedési miniszter. Az útszakasz feladata az volt, hogy a 4-es főút albertirsai elkerülő szakaszáról az E60-as út forgalmát Budapest kikerülésével az M5-ös autópályára, azon túl pedig az M0-s körgyűrűre vezesse. Az M5-ösön akkor bevezetett autópályadíj miatt csak részben tudott e feladatának megfelelni, a kelet felől érkező forgalom nagy része inkább a régi 4-es utat választotta. Az út csak az M5-ös matricás rendszerbe történt bevonása óta tölti be maradéktalanul összekötő szerepét.
A főúton sokáig 100km/h volt a megengedett legnagyobb sebesség, azonban 2017 első felétől ismét 90. 2020. február 9-én megnyílt az M4-es autóút Üllő-Cegléd szakasza, így a 405-ös út az eredetileg neki szánt jelentőségét elveszítette. Az út forgalma a nemzetközi szerep elveszítésével előreláthatólag csökkenni fog.